# The Lady and the Mouse
The Lady and the Mouse é um filme mudo norte-americano de 1913 em curta-metragem, do gênero drama, dirigido por D. W. Griffith. Cópias do filme encontram-se conservadas.

## Elenco
- Lillian Gish
- Lionel Barrymore
- Harry Hyde
- Dorothy Gish
- Kate Toncray
- Robert Harron
- Adolph Lestina
- Henry B. Walthall
- Viola Barry
- J. Jiquel Lanoe
- Mae Marsh
- Joseph McDermott
- Frank Opperman
- W. C. Robinson